# 땡칠이와 쌍라이트
"땡칠이와 쌍라이트"(Ddaeng-Chil And Double Light)는 한국에서 제작된 방순덕 감독의 1990년 코미디 영화이다. 조춘 등이 주연으로 출연하였고 김유행 등이 제작에 참여하였다.

## 출연

### 주연
- 조춘
- 김유행

### 조연
- 조현지
- 박용식
- 곽정희
- 박종설
- 김동호
- 강신범
- 소비아
- 민보애
- 송정림
- 이규만
- 김소정
- 이궁희
- 김승우
- 강명우
- 김미숙
- 최정화
- 서영란
- 김선미
- 조병옥
- 오세영
- 최중화
- 최태환
- 김민수
- 윤일웅
- 황재석
- 최영래
- 서정수

## 기타
- 제작부장: 김원복
- 촬영부: 양범식
- 촬영부: 유재환 2
- 촬영부: 김민
- 조명: 정덕규
- 조명부: 김익수
- 조명부: 이재봉
- 조명부: 정용택
- 스크립터: 김혜원
- 조감독: 윤덕호
- 조감독: 류숙현
- 녹음: 청맥 녹음실
- 녹음: 유창국
- 특수분장: 허석도
- 특수효과: 정도안
- 특수합성작업: 이경주
- 무술감독: 권성영
- 특수합성작업: 시네필
- 효과: 유광옥